# Жовжеренко, Андрей Иванович
Андрей Иванович Жовжеренко (16 февраля 1971, Радсад, Украинская ССР, СССР) — украинский футболист, полузащитник.

## Игровая карьера
В футбол начинал играть в ДЮСШ села Радсад под руководством Богдана Шота. В 14 лет игрока пригласили в ДЮСШ «Судостроитель» в группу Александра Чунихина. С 15 лет Жовжеренко выступал во взрослых соревнованиях (чемпионат области и первенство УССР среди коллективов физкультуры) в клубной команде «Судостроителя», которую тренировал Александр Патрашко. В 1989 году Патрашко вошёл в тренерский штаб взрослой команды «корабелов» и перевёл в неё молодых Бугая и Жовжеренко. Так в 18 лет в выездном матче с павлоградским «Шахтёром» Андрей дебютировал в чемпионате СССР. За два сезона провёл во второй лиге 40 матчей. Во время воинской службы числился в одесском СКА.
В чемпионатах Украины выступал в командах «Эвис», «Артания», «Таврия» (Херсон), «Химик» (Житомир), «Олимпия ФК АЭС» и «Олком». В 1998 году сыграл три матча в высшей лиге чемпионата Украины за СК «Николаев». Дебют — 7 июля 1998 года СК «Николаев» — «Нива» (Тернополь), 0:1.
В середине 90-х годов Жовжеренко выступал в чемпионате России за «Сахалин» (Холмск).
В составе любительских команд — победитель («Днестр», 1999) и бронзовый призёр («Водник», 2002) любительского чемпионата Украины.

## Тренерская карьера
С 2003 года работал в СДЮШОР «Николаев». Вместе со Станиславом Байдой вывел команду школы, в которой играли футболисты 1994 года рождения, в высшую лигу ДЮФЛУ.
В настоящее время Андрей Иванович Жовжеренко работает в ДЮСШ № 5 города Николаева.